# 学校法人江戸川学園
学校法人江戸川学園（えどがわがくえん）とは、江戸川女子中学校・高等学校、江戸川学園取手中学校・高等学校、江戸川大学など7つの学校を運営する学校法人の名称。本部は千葉県流山市にある。取手校または駒木キャンパスの略称としても用いられる。

## 概要
運営する学校は大きく分けて3箇所に分散している。東京都江戸川区に江戸川女子中学校と江戸川女子高等学校の2校が、茨城県取手市に江戸川学園取手小学校・中学校・高等学校の3校（＝取手校）が、千葉県流山市に江戸川学園おおたかの森専門学校・江戸川大学の2校（＝駒木キャンパス）がある。いずれも法人名と同じ江戸川に程近い場所に立地している。
なお、路線バス停留所の名称に「江戸川学園」があるが、これは取手校の最寄りの停留所のことである。関東鉄道の路線バス：取手駅～江戸川学園線の終点となっている。

## 沿革
学校法人としての沿革は下記の通りである。なお、学校毎の詳しい沿革はそれぞれの学校の項目を参照。
- 1931年　前身である城東高等家政女学校が開校。
- 1931年　東京府知事に認可される。設置者は松岡キン。
- 1931年　校地を東京府南葛飾郡小岩町大字下小岩字橋島（現在の東京都江戸川区東小岩五丁目）とする。
- 1932年　江戸川高等家政女学校に改称する。南葛飾郡小岩町が東京市に編入され、所在地が東京府東京市江戸川区小岩町二丁目となる。
- 1941年　設立者名を木内栄三郎に変更する。
- 1943年　東京都制施行により、所在地が東京都江戸川区小岩町二丁目となる。
- 1944年　財団法人江戸川女子商業学校を設立する。
- 1945年　江戸川高等家政女学校を廃止する。
- 1946年　財団法人江戸川女子商業学校を財団法人江戸川高等女学校に改称する。
- 1949年　学制改革に伴い江戸川高等女学校を廃止する。
- 1951年　私立学校法制定により法人名を学校法人江戸川学園とする。
- 1952年　初代理事長に木内きぬが就任する。
- 1966年　第二代理事長に木内英夫が就任する。住居表示に伴い町名が変更、東京都江戸川区東小岩五丁目となる。
- 2003年　第三代理事長に太田次郎が就任する。
- 2006年　第四代理事長に木内英仁が就任する。

### 江戸川女子中学校・江戸川女子高等学校
- 1947年　東京都江戸川区に新制の江戸川中学校が開校する。
- 1948年　学制改革により、江戸川女子高等学校が認可され、開校する。
- 1971年　江戸川中学校が休校となる。
- 1987年　江戸川中学校を江戸川女子中学校に改称し再開校する。

### 江戸川学園取手中学校・江戸川学園取手高等学校
- 1976年　茨城県知事に江戸川学園取手高等学校の設置認可を申請する。
- 1978年　茨城県取手市に江戸川学園取手高等学校が開校する。
- 1987年　江戸川学園取手中学校が開校する。

### 江戸川学園おおたかの森専門学校
- 1980年　千葉県知事に江戸川学園豊四季専門学校の設置認可を申請する。
- 1981年　千葉県流山市に江戸川学園豊四季専門学校が開校する。
- 1997年　江戸川大学総合福祉専門学校に改称する。
- 2018年　江戸川学園おおたかの森専門学校に改称する。

### 江戸川短期大学
- 1984年　千葉県に江戸川女子短期大学人文学科の設置が認可される。
- 1985年　千葉県流山市に江戸川女子短期大学が開学する。学科は人文学科で、専攻は国文学専攻、英文学専攻、文化史専攻の1学科3専攻体制でスタート。
- 1997年　専攻名称を国文学専攻→日本文学専攻、英文学専攻を英語英文学専攻に変更する。
- 2000年　学科を文化コミュニケーション学科に変更する。
- 2001年　共学化に伴い名称を「江戸川短期大学」に変更する。
- 2005年　新規学生募集停止。
- 2006年　江戸川大学に統合する。

### 江戸川大学
- 1989年　千葉県に江戸川大学社会学部の設置が認可される。
- 1990年　千葉県流山市に江戸川大学が開学する。学部は社会学部、学科は応用社会学科とマス・コミュニケーション学科の1学部2学科体制でスタート。
- 1997年　社会学部内に環境情報学科を開設。1学部3学科体制となる。
- 1999年　応用社会学科を人間社会学科に改称する。
- 2000年　社会学部内に経営社会学科を開設。1学部4学科体制となる。
- 2002年　環境情報学科を環境デザイン学科に改称する。
- 2006年　社会学部（人間心理学科、ライフデザイン学科、経営社会学科）とメディアコミュニケーション学部（マス・コミュニケーション学科、情報文化学科）の2学部5学科体制となる。
- 2012年　社会学部のライフデザイン学科を現代社会学科に改称する。
- 2014年　メディアコミュニケーション学部にこどもコミュニケーション学科を開設。

### 江戸川学園取手小学校
- 2014年4月1日 旧取手市立野々井中学校の校舎・敷地を転用して江戸川学園取手小学校が開校